# Петро Аксамит
Петро Аксамит (р. н. невід. — † 1458) — керівник (з 1450) руху братиків у Словаччині, в якому, крім словаків, брали участь поляки, чехи і загони українських селян.
Петро Аксамит надав рухові рис військової організації, властивих таборитам.
Загинув у бою з військом угорського короля Корвіна.